# Arne Finsen
Arne Finsen (10. januar 1890 på Frederiksberg - 3. marts 1945 i Ribe) var den dansk arkitekt MAA. 
Han var søn af dommer John Finsen (1860-1830) og hustru Nanna Mathilde Meyer (1863-1964) og således broder til arkitekten Helge Finsen. Han var elev fra Kunstakademiet og praktik hos Edouard Lèon i Paris. Han modtog Det Larsenske Legat 1917, 1919 og 1921. Han har udstillet på Charlottenborg, Salon de Paris, samt Stockholm, Helsingfors og Oslo.
Arne Finsen var medhjælper for Rigsarkitekten i Reykjavik og skrev artikler om og foretog opmålinger af gamle bygninger i Island.
Han var ministeriets tilsførende med præstegårde i Ribe 1935-1945.

## Værker
- Kirken í Siglufjördur í Nord Island.
- Kirke Værløse kro.
- Den Franske krigsfangekirkegård i Løgumkolster.
- Den sønderjyske kirkegård i Braine. Frankrig.
- Mindesmærke ved Helsingør.
- Mindetavle i Søborg Kirke (skænket af Christian 10. ved kirkens 700 års jubilæum).
- Arkitektvirksomhed med restaurering af kirker.

## Familie
Finsen blev den 7. marts 1919 gift i København med Hedvig Chievitz (1894-1985), datter af professor Jacob Henrik Chievitz (1850-1901) og hustru Poula Johansen. I ægteskabet 2 døtre:
1. Elisabeth Finsen, bygningskonstruktør. Gift 1948 i Reykjavik med Fridrik Gísli Daníelsson. I ægteskabet 6 børn.
2. Vibeke Finsen, pædagog og lærer. Gift 1949 med Verner Madsen søn af mejeribestyrer Frands Madsen og hustru Maren Andresen. I ægteskabet 2 børn.